# Rita Kühne
Rita Kühne, född den 5 januari 1947 i Dresden, Sachsen, är en östtysk friidrottare inom kortdistanslöpning.
Hon tog OS-guld på 4 x 400 meter vid friidrottstävlingarna 1972 i München. 